# Rhine Princess (Schiff, 1960)
Die Rhine Princess (ENI-Nummer 7000661) ist ein auf dem Rhein verkehrendes Kabinenfahrgastschiff bzw. Flusskreuzfahrtschiff.

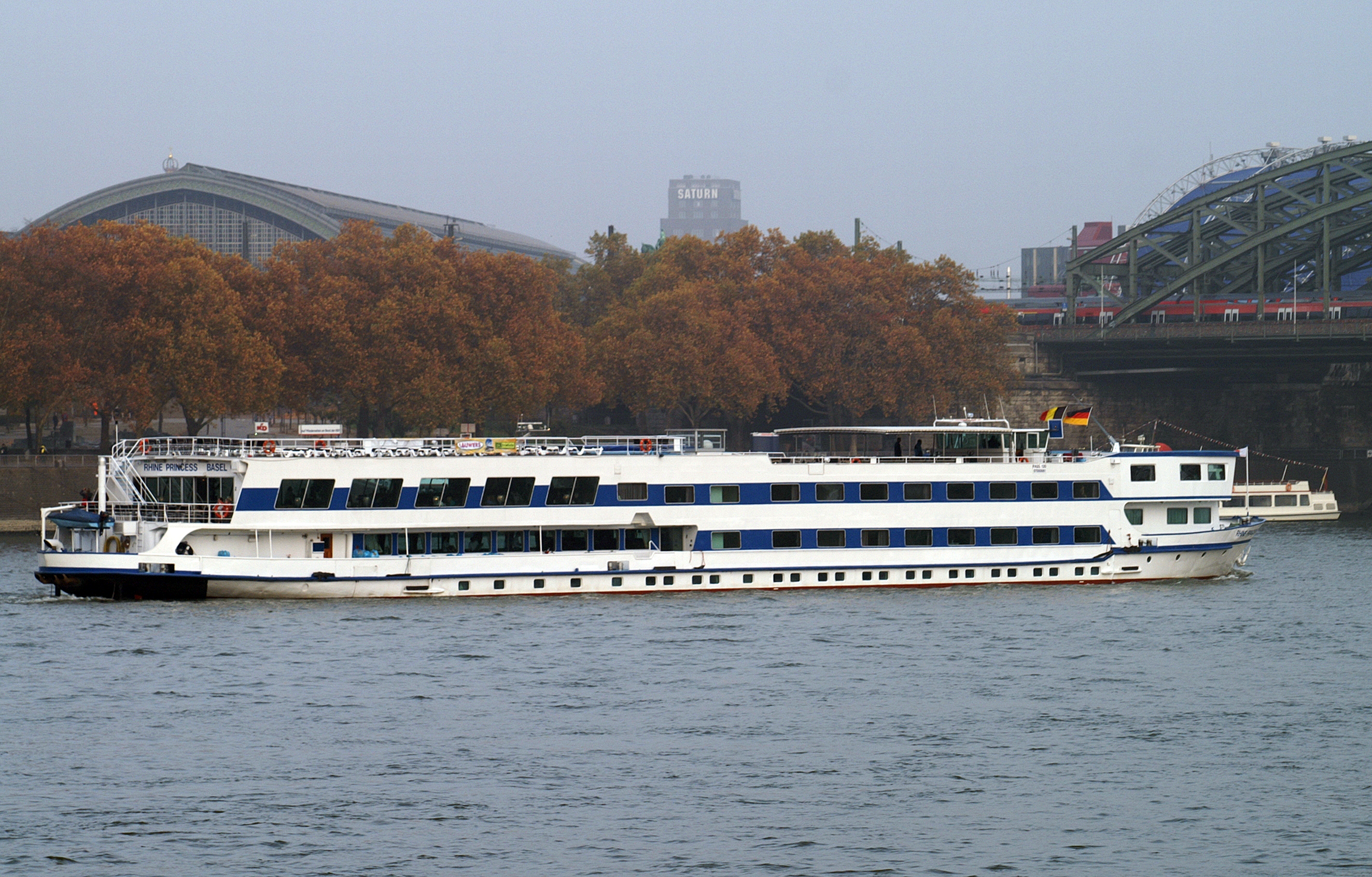
Die Rhine Princess in Köln, 2012

## Geschichte

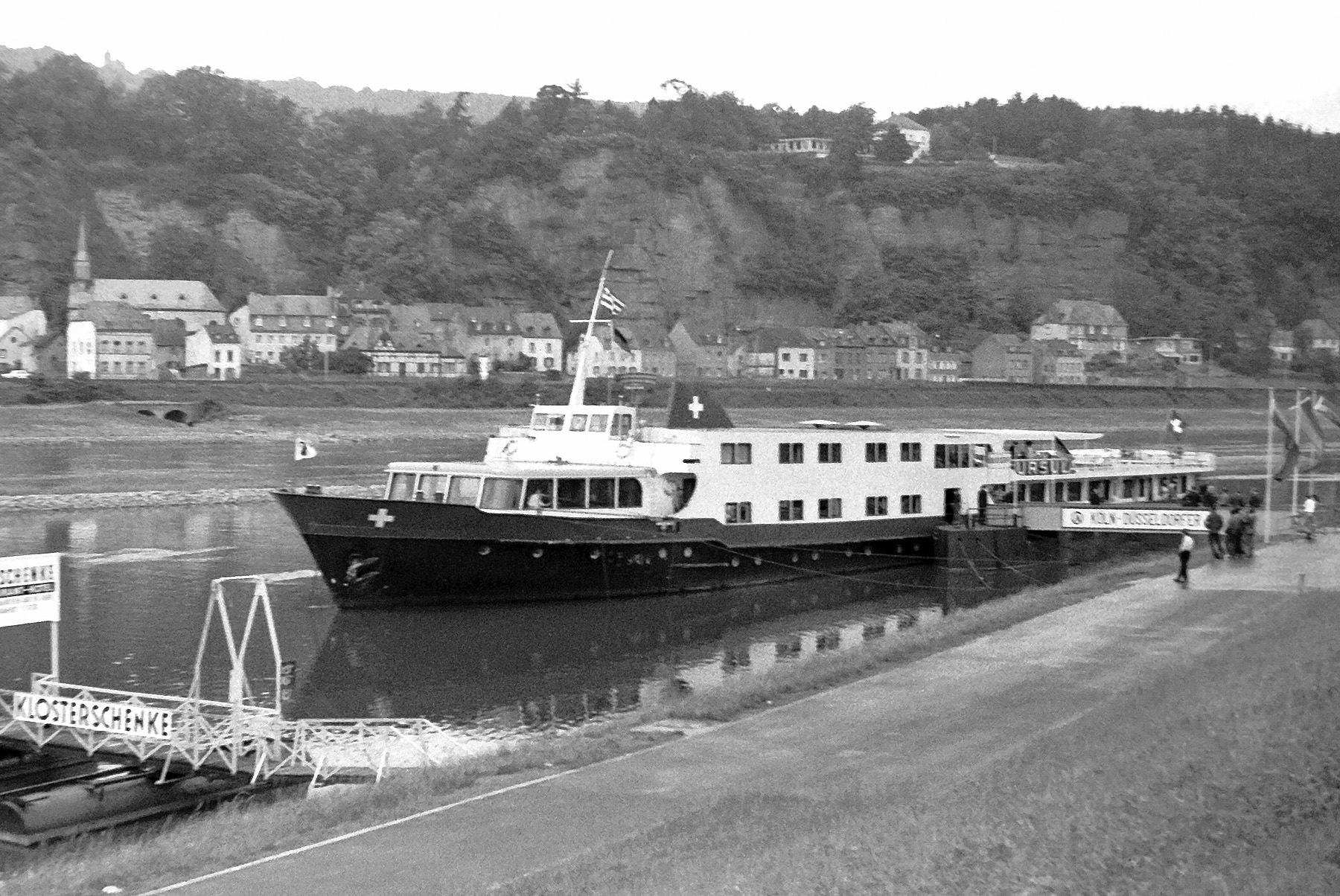
Als Ursula 1965 in Trier

Das Schiff wurde 1959/60 auf der Werft der Schimag in Mannheim für G. Zimmermann in Stuttgart gebaut und erhielt den Namen Schwabenland. Es sollte einen Liniendienst Stuttgart – Niederlande ermöglichen, weshalb es nur geringe Aufbauten erhielt – um die niedrigen Brücken des Neckars passieren zu können – sowie mit einem geringen Tiefgang ausgestattet wurde – um den Niederrhein befahren zu können. Die Maschinenanlage bestand aus zwei 750-PS-Dieselmotoren von Deutz. Der Bau der Schwabenland, die zu den ersten Kabinenschiffen auf dem Rhein gehörte, bildete den Höhepunkt der Schiffbaugeschichte der Schimag.
Das Schiff wurde 1962 an die Schweizerische Reederei AG verkauft. Es erhielt den neuen Namen Ursula, sein Heimathafen wurde Basel, und es fuhr nunmehr für die Alpina-Rhein-Linie der Schweizerischen Reederei AG im Passagierdienst auf dem Rhein zwischen Basel und Rotterdam. 1963 wurde das Schiff verlängert: es ist seitdem 83,27 m lang und 10,94 m breit und hat 1,50 m Tiefgang. Es konnte in 60 Kabinen bis zu 120 Passagiere befördern. Die Deutz-Motoren wurden durch 4 × 225 PS Motoren von Mercedes-Benz ersetzt.
Am 23. Oktober 1976 rammte die Ursula einen Brückenpfeiler und sank. Sie wurde am 18. November 1976 gehoben und danach repariert und wieder in Fahrt gesetzt.
Von 1976 bis 1992 erfolgten mehrere Wechsel in der Eignerschaft des Schiffes zu verschiedenen Tochtergesellschaften der 1975 aus der Fusion mit den Neptun Betrieben entstandenen Schweizerische Reederei und Neptun AG: 1976 (Toba AG, Basel), 1981 (Nagar AG, Basel), 1986 (Boatel AG, Basel) und 1992 (EC Line, Basel).
1992 wurde das Schiff grunderneuert, wobei es zwei neue 1015-PS-Motoren von Deutz erhielt, und bekam einen neuen Namen, Rhine Princess. 1997 wurde das Schiff an die Travel AB AG in Montreux veräußert, 2000 an die Grand Circle River Cruise AG, und 2001 schließlich an die Princess River Cruise AG in Basel. Die Rhine Princess wird heute im Voyage Charter von verschiedenen Reiseveranstaltern auf dem Rhein und seinen Nebenflüssen eingesetzt. Zeitweise wird sie auch bei Messen, insbesondere in Köln, Düsseldorf und Frankfurt am Main, und anderen Großveranstaltungen als Hotelschiff genutzt. 2015 wurde sie kurzzeitig von Blessing Flusstouristik eingesetzt.